# Copa Libertadores da América Sub-20 de 2025
A Copa Libertadores da América Sub-20 de 2025, oficialmente Copa CONMEBOL Libertadores Sub-20 de 2025 foi a 9.ª edição desta competição de futebol organizada pela Confederação Sul-Americana de Futebol (CONMEBOL) para jogadores com até 20 anos de idade.
A competição teve como sede o Paraguai, acontecendo entre 1 e 16 de março de 2025. O então atual campeão e defensor do título era o Flamengo.

## Equipes participantes
A competição foi disputada por 12 equipes: os detentores do título, os campeões juvenis de cada uma das dez associações membros da CONMEBOL e uma equipe adicional da associação anfitriã.
| Associação                        | Equipe                  | Forma de classificação                                                 |
| --------------------------------- | ----------------------- | ---------------------------------------------------------------------- |
| Argentina · (1 vaga)              | Belgrano                | Campeões da Cuarta División (Sub-20) de 2024                           |
| Bolívia · (1 vaga)                | Blooming                | Campeões da Liga Nacional Sub-19 de 2024                               |
| Brasil · (1 vaga + atual campeão) | Flamengo                | Campeão da Copa Libertadores da América Sub-20 de 2024                 |
| Brasil · (1 vaga + atual campeão) | Palmeiras               | Campeão do Campeonato Brasileiro Sub-20 de 2024                        |
| Chile · (1 vagas)                 | O'Higgins               | Campeão do Campeones Categoría Proyección Apertura 2024                |
| Colômbia · (1 vaga)               | Fortaleza               | Campeão da Supercopa Juvenil FCF 2024                                  |
| Equador · (1 vaga)                | Independiente del Valle | Campeão do Campeonato Nacional Sub-19 2024                             |
| Paraguai · (1 vaga + anfitrião)   | Cerro Porteño           | Campeão do Campeones Sub-19 2024                                       |
| Paraguai · (1 vaga + anfitrião)   | Olimpia                 | Campeão do Campeones Sub-19 2024                                       |
| Peru · (1 vaga)                   | Universitario           | Campeão do Torneo de Promoción e Reservas da Liga 1 de 2024            |
| Uruguai · (1 vaga)                | Danubio                 | Campeão do Torneio Apertura do Campeonato Juvenil Uruguaio Sub-19 2024 |
| Venezuela · (1 vaga)              | Metropolitanos          | Campeão do Torneio Sub-19 2024                                         |

- Chile (CHI): A vaga do Chile foi decidida em uma partida de play off entre O'Higgins, campeão do Campeonato Nacional Proyección Apertura de 2024, e Colo-Colo, campeão do Campeonato Nacional Proyección Clausura de 2024.[13]

### Elencos
Cada equipe poderia registrar no máximo 20 e no mínimo 16 jogadores, incluindo pelo menos dois goleiros. Jogadores nascidos entre 1 de janeiro de 2005 e 31 de dezembro de 2009 (idades de 16 a 20) eram elegíveis para competir no torneio (Regulamentos Artigos 48 e 51).

## País sede e locais
O Paraguai foi anunciado como o país-sede do torneio em 17 de setembro de 2024 após o Conselho da CONMEBOL realizado no mesmo dia. Esta será a terceira vez que o Paraguai sedia o torneio, tendo feito isso anteriormente em 2016 e 2020.
San Lorenzo e Ypané foram selecionadas como cidades-sede, com o Estádio Gunther Vogel e o Estádio CARFEM sendo os locais para as partidas. O Estádio Arsenio Erico em Assunção foi adicionado como local para a fase final.
| Ypané             | Ypané San Lorenzo AssunçãoCopa Libertadores da América Sub-20 de 2025 (Paraguai) | San Lorenzo           | Assunção              |
| ----------------- | -------------------------------------------------------------------------------- | --------------------- | --------------------- |
| Estádio CARFEM    | Ypané San Lorenzo AssunçãoCopa Libertadores da América Sub-20 de 2025 (Paraguai) | Estádio Gunther Vogel | Estádio Arsenio Erico |
| Capacidade: 5 000 | Ypané San Lorenzo AssunçãoCopa Libertadores da América Sub-20 de 2025 (Paraguai) | Capacidade: 5 000     | Capacidade: 7 000     |
|                   | Ypané San Lorenzo AssunçãoCopa Libertadores da América Sub-20 de 2025 (Paraguai) |                       |                       |

## Sorteio
O sorteio para a fase de grupos foi realizado em 4 de fevereiro de 2025, 12:00 PYT (UTC−3), na sede da CONMEBOL em Luque, Paraguai. O sorteio foi conduzido de acordo com as seguintes diretrizes:
- O atual campeão Flamengo foi automaticamente designado para o Grupo A, posição A1.
- Os 11 times restantes foram colocados em quatro potes; um de dois times e três de três times, com base na colocação final do clube de sua associação nacional na edição anterior do torneio, para serem sorteados em três grupos de quatro.
- Times das duas melhores associações (Brasil e Argentina) foram semeados no Pote 1 e sorteados para a primeira posição dos grupos B ou C. O primeiro time sorteado foi colocado no Grupo B e o segundo time sorteado foi colocado no Grupo C.
- Times das três associações seguintes (Equador, Venezuela e Chile) foram semeados no Pote 2 e sorteados para a segunda posição dos grupos A, B ou C.
- Times das três associações seguintes (Paraguai 1, Uruguai e Colômbia) foram semeados no Pote 3 e sorteados para a terceira posição dos grupos A, B ou C.
- Times das duas últimas associações (Peru e Bolívia) e o time adicional da associação anfitriã (Paraguai 2) foram semeados no Pote 4 e sorteados para a quarta posição dos grupos A, B ou C.
- Dos potes 2, 3 e 4, o primeiro time sorteado foi colocado no Grupo A, o segundo time sorteado foi colocado no Grupo B e o time final sorteado foi colocado no Grupo C. Times da mesma associação não puderam ser sorteados para o mesmo grupo.

| Pote 1                                 | Pote 2                                                 | Pote 3                                | Pote 4                               |
| -------------------------------------- | ------------------------------------------------------ | ------------------------------------- | ------------------------------------ |
| - Flamengo (A1) - Palmeiras - Belgrano | - Independiente del Valle - Metropolitanos - O'Higgins | - Cerro Porteño - Danubio - Fortaleza | - Universitario - Blooming - Olimpia |

## Arbitragem
Em 10 de fevereiro de 2025, a Comissão de Árbitros da CONMEBOL anunciou um total de 11 árbitros e 22 árbitros assistentes nomeados para o torneio, incluindo uma equipe de arbitragem espanhola da UEFA como parte da continuação do memorando de entendimento UEFA-CONMEBOL assinado em fevereiro de 2020, que incluía um programa de intercâmbio de árbitros desde 2021.
- Sebastián Zunino
  - Assistentes: Sebastián Raineri e Daiana Milone
- Dílio Rodríguez
  - Assistentes: Jesús Antelo e William Medina
- Rafael Klein
  - Assistentes: Fabrini Bevilaqua Costa e Alex Ang
- Fernando Vejar
  - Assistentes: Alan Sandoval e Carlos Poblete
- Carlos Ortega
  - Assistentes: Cristian Aguirre e Roberto Padilla
- Juan Carlos Andrade
  - Assistentes: Mauricio Lozada e Juan Aguiar
- Javier Alberola Rojas
  - Assistentes: Alfredo Rodríguez e Diego Sánchez
- Blas Romero
  - Assistentes: Julio Aranda e Nadia Weiler
- Augusto Menéndez
  - Assistentes: José Castillo e Diego Jaimes
- Javier Ferés
  - Assistentes: Heitor  Bergalo e Daiana Fernández
- Alejandro Velásquez
  - Assistentes: Erizón Nieto e José Martínez

## Fase de grupos
Os vencedores de cada grupo e o melhor segundo colocado entre todos os grupos avançaram para as semifinais.
Critérios de desempate
Na fase de grupos, as equipes foram classificadas de acordo com os pontos ganhos (3 pontos por vitória, 1 ponto por empate, 0 pontos por derrota). Se empatado em pontos, os desempates foram aplicados na seguinte ordem (Regulamentos Artigos 20, 21):
1. Resultado frente a frente em jogos entre equipes empatadas;

Pontos frente a frente nas partidas disputadas entre as equipes empatadas;
1. - Diferença de gols frente a frente nas partidas disputadas entre as equipes empatadas;
  - Gols frente a frente marcados nas partidas disputadas entre as equipes empatadas;
2. Diferença de gols;
3. Gols marcados;
4. Menor número de cartões vermelhos recebidos;
5. Menor número de cartões amarelos recebidos;
6. Sorteio.

Todos os horários das partidas são locais, PYT (UTC−3), conforme listado pela CONMEBOL.[31]

### Grupo A
| Pos | Equipe    | Pts | J | V | E | D | GP | GC | SG | Classificado       |   | FLA | DAN | OHI | OLI |
| --- | --------- | --- | - | - | - | - | -- | -- | -- | ------------------ | - | --- | --- | --- | --- |
| 1   | Flamengo  | 7   | 3 | 2 | 1 | 0 | 9  | 2  | +7 | Semifinal          |   | —   |     | 0–0 | 6–1 |
| 2   | Danubio   | 6   | 3 | 2 | 0 | 1 | 7  | 5  | +2 | Possível semifinal |   | 1–3 | —   |     |     |
| 3   | O'Higgins | 2   | 3 | 0 | 2 | 1 | 1  | 4  | −3 |                    |   | —   | 0–3 | —   | 1–1 |
| 4   | Olimpia   | 1   | 3 | 0 | 1 | 2 | 4  | 10 | −6 |                    | — | 2–3 | —   | —   |     |

### Grupo B
| Pos | Equipe         | Pts | J | V | E | D | GP | GC | SG | Classificado       |   | BEL | UNI | FOR | MET |
| --- | -------------- | --- | - | - | - | - | -- | -- | -- | ------------------ | - | --- | --- | --- | --- |
| 1   | Belgrano       | 7   | 3 | 2 | 1 | 0 | 6  | 1  | +5 | Semifinal          |   | —   | 2–0 | —   | 4–1 |
| 2   | Universitario  | 6   | 3 | 2 | 0 | 1 | 4  | 2  | +2 | Possível semifinal |   | —   | —   | 1–0 | —   |
| 3   | Fortaleza      | 4   | 3 | 1 | 1 | 1 | 3  | 1  | +2 |                    |   | 0–0 | —   | —   | —   |
| 4   | Metropolitanos | 0   | 3 | 0 | 0 | 3 | 1  | 10 | −9 |                    | — | 0–3 | 0–3 | —   |     |

### Grupo C
| Pos | Equipe                  | Pts | J | V | E | D | GP | GC | SG  | Classificado       |   | PAL | CER | BLO | IDV |
| --- | ----------------------- | --- | - | - | - | - | -- | -- | --- | ------------------ | - | --- | --- | --- | --- |
| 1   | Palmeiras               | 9   | 3 | 3 | 0 | 0 | 12 | 0  | +12 | Semifinal          |   | —   | —   | 6–0 | 3–0 |
| 2   | Cerro Porteño           | 4   | 3 | 1 | 1 | 1 | 3  | 5  | −2  | Possível semifinal |   | 0–3 | —   | —   | —   |
| 3   | Blooming                | 2   | 3 | 0 | 2 | 1 | 0  | 6  | −6  |                    |   | —   | 0–0 | —   | —   |
| 4   | Independiente del Valle | 1   | 3 | 0 | 1 | 2 | 2  | 6  | −4  |                    | — | 2–3 | 0–0 | —   |     |

### Classificação dos vice-campeões do grupo
| Pos | Grp | Equipe        | Pts | J | V | E | D | GP | GC | SG | Classificado |
| --- | --- | ------------- | --- | - | - | - | - | -- | -- | -- | ------------ |
| 1   | A   | Danubio       | 6   | 3 | 2 | 0 | 1 | 7  | 5  | +2 | Semifinal    |
| 2   | B   | Universitario | 6   | 3 | 2 | 0 | 1 | 4  | 2  | +2 |              |
| 3   | C   | Cerro Porteño | 4   | 3 | 1 | 1 | 1 | 3  | 5  | −2 |              |

## Fase final
A fase final foi disputada em uma base de eliminação simples, consistindo nas semifinais, disputa do terceiro lugar e final. Se uma partida estivesse empatada no final do tempo regulamentar de jogo, o vencedor seria decidido diretamente por uma disputa de pênaltis (nenhum tempo extra será jogado) (Artigo 24 do Regulamento). Os confrontos das semifinais serão:
- Semifinal 1 (SF1): Vencedor do Grupo A vs. Melhor segundo colocado
- Semifinal 2 (SF2): Vencedor do Grupo B vs. Vencedor do Grupo C

Todos os horários das partidas foram locais, PYT (UTC−3), conforme listado pela CONMEBOL.
|  | Semifinais                | Semifinais             |       |                           | Final                     | Final |  |
|  |                           |                        |       |                           |                           |       |  |
|  | 13 de março - San Lorenzo |                        |       |                           |                           |       |  |
|  | Flamengo                  | 1                      |       |                           |                           |       |  |
|  | Danubio                   | 0                      |       |                           |                           |       |  |
|  |                           |                        |       |                           |                           |       |  |
|  |                           |                        |       |                           | 16 de março - Assunção    |       |  |
|  |                           |                        |       |                           | Flamengo                  | 1 (3) |  |
|  |                           | Palmeiras              | 1 (2) |                           |                           |       |  |
|  |                           |                        |       |                           |                           |       |  |
|  |                           |                        |       |                           |                           |       |  |
|  |                           |                        |       |                           | Terceiro lugar            |       |  |
|  | 13 de março - Assunção    | 13 de março - Assunção |       | 16 de março - San Lorenzo | 16 de março - San Lorenzo |       |  |
|  | Belgrano                  | 0                      |       | Danubio                   | 1                         |       |  |
|  | Palmeiras                 | 2                      |       |                           | Belgrano                  | 5     |  |

### Semifinais
| 13 de março | Flamengo  | 1 – 0             | Danubio | San Lorenzo                                     |  |
| 19:00       | Sales 22' | Súmula (CONMEBOL) |         | Estádio: Gunther Vogel Árbitro: PAR Blas Romero |  |

| 13 de março | Belgrano | 0 – 2             | Palmeiras               | Assunção                                                  |  |
| 19:00       |          | Súmula (CONMEBOL) | Larson 33' · Luighi 35' | Estádio: Arsenio Erico Árbitro: ESP Javier Alberola Rojas |  |

### Terceiro lugar
| 16 de março | Danubio    | 1 – 5             | Belgrano                                             | San Lorenzo                                             |  |
| 16:30       | Perera 31' | Súmula (CONMEBOL) | Turletti 14' · Monzón 79', 90' · Mendieta 84', 90+4' | Estádio: Gunther Vogel Árbitro: VEN Alejandro Velásquez |  |

### Final
| 16 de março                                                      | Flamengo        | 1 – 1 (3–2 pen.)                            | Palmeiras                | Assunção               |  |
| 20:00                                                            | Felipe Lima 49' | Súmula (CONMEBOL)                           | Lucas Furtado 57' (g.c.) | Estádio: Arsenio Erico |  |
|                                                                  |                 | Penalidades                                 |                          |                        |  |
| Iago Teodoro Fabiano Henrique João Carbone Sales Guilherme Gomes |                 | Agner Gilberto Junior Larson Heittor Luighi |                          |                        |  |

## Premiação
| Copa Libertadores da América Sub-20 de 2025 |
| Brasil                                      |
| ------------------------------------------- |
| FLAMENGO Bicampeão (2.º título)             |

## Artilheiros
Foram 61 gols marcados em 22 partidas, com média de 2,77 gols por partida.[carece de fontes?]
5 gols
- Riquelme Fillipi (Palmeiras)

4 gols
- Leandro Monzón (Belgrano)

3 gols
- Luciano Romero (Danubio)

2 gols
- Juan Turletti (Belgrano)
- Fabricio Mendieta (Belgrano)
- Luighi (Palmeiras)
- Felipe Teresa (Flamengo)
- Daniel Sales (Flamengo)
- Shola Ogundana (Flamengo)
- Fabricio Roldán (Danubio)